# Pinus squamata
Pinus squamata (pino Qiaojia; zh: 巧家五针松) es una especie en peligro crítico de extinción pino nativo que se encuentra en un solo local que consiste en tan solo 20 árboles al noreste de Yunnan, China, ubicados a unos 2200 m s. n. m. Fue descrito en 1992 y está en peligro crítico. Su altura en la madurez es desconocida porque ninguno de los árboles vivos son maduros, pero podrían alcanzar probablemente los 30 m o más. Su hábitat son zonas de arbolado secundario abierto, de  arbustos, y prado mezclado con pino de Yunnan. 

## Descripción
El "pino Qiaojia" tiene una corona cónica con corteza gris verdosa pálida escamosa, que se convierte marrón oscuro con la edad, similar al estrechamente vinculado al pino corteza de collar. Los brotes son rojizos a marrón verdoso y pueden ser pubescentes o glabros. Las hojas se están inclinando en fascículos de 4 o 5, y de 9 a 17 cm de largo por 0.8 milímetro de ancho, verde brillante arriba con bandas blancas correspondientes a los estomas en la superficie inferior. Los conos son de cónicos a ovoide, a rojizo, y 9 cm de largo por 6 cm ancho cuando está abierto. Se abren en la madurez en septiembre en octubre del segundo año para lanzar las semillas negras oblongas, 4-5 milímetro de largo con un 16 mm de ala.
El "pino Qiaojia" fue descubierto en abril de 1991 por Pangzhao J.Q. Fue estudiado poco después ese mismo año y descrito al año siguiente por Li Xiang-Wang. Muestra similitudes con el Pinus rzedowskii y algunas otras con los pinos piñoneros de Norteamérica.

## Conservación
P. squamata es la especie más escasa y rara de los pinos del mundo, junto con la especie amenazada del "pino de Torrey", Pinus torreyana, que es la siguiente especie de pino más rara.